# Озерянка (Житомирський район)
Озеря́нка (до 07.06.1946 року — Велика Татаринівка) — село в Україні, у Новогуйвинській селищній громаді Житомирського району Житомирської області. Населення становить 576 осіб. Колишній орган самоуправління — Озерянківська сільська рада.
Село постраждало внаслідок геноциду українського народу, проведеного урядом СРСР 1932—1933.

## Історія
Станом на 1885 рік у колишньому власницькому селі Велика Татаринівка Солотвинської волості Житомирського повіту Волинської губернії мешкало 1184 особи, 160 дворових господарств, існували православна церква, 2 каплиці, школа, постоялий будинок, лавка.
За переписом 1897 року кількість мешканців зросла до 1691 особи (874 чоловічої статі та 815 — жіночої), з яких 1673 — православної віри.
У 1906 році село Солотвинської волості Житомирського повіту Волинської губернії. Відстань від повітового міста 23 верст, від волості 8. Дворів 316, мешканців 1843.
У 1923 році село увійшло до складу Коднянського району, але вже за 2 роки район було розформовано, а Великотатаринівську сільську раду було передано до Троянівського району.
16 листопада 1942 року очільник генерального округу "Житомир" Ернст Ляйзер видав наказ про створення адміністративного округу "Геґевальд" ("Заповідний ліс") — адміністративно-територіальної одиниці Генеральної округи Житомир Райхскомісаріату Україна, куди увійшло село. У складі округу село перебувало до приходу Червоної армії у  лютому 1944 року.
7 червня 1946 року село Велика Татаринівка було перейменоване на Озерянку.
У 1957 році Озерянка увійшла до складу Житомирського району.
12 червня 2020 року, відповідно до розпорядження Кабінету Міністрів України № 711-р «Про визначення адміністративних центрів та затвердження територій територіальних громад Житомирської області» увійшло до складу Новогуйвинської селищної територіальної громади.
19 липня 2020 року, в результаті адміністративно-територіальної реформи та ліквідації Житомирського району (1939—2020), село увійшло до складу новоутвореного Житомирського району.

## Населення

### Мова
Розподіл населення за рідною мовою за даними перепису 2001 року:
| Мова       | Кількість | Відсоток |
| ---------- | --------- | -------- |
| українська | 565       | 98.09%   |
| вірменська | 6         | 1.04%    |
| російська  | 5         | 0.87%    |
| Усього     | 576       | 100%     |